# Jangada
En jangada (brasiliansk portugisiska: [ʒɐ̃ˈgadɐ]) är en traditionell segelflotte av trä med trekantigt segel som främst används i Brasiliens nordöstra region. Jangadeiros kallas de fiskare som seglar en jangada.

## Hantverksmässig träkonstruktion
Jangadan byggs traditionellt av sex stockar eller tjocka träbalkar som hålls samman med pluggar och fiberrep. På stockarna står två träbänkar. Den främre, som står mitt på flotten, ger stöd åt masten. På ”skepparbänken” i aktern sitter den som styr jangadan med en åra. Ett centerbord på mitten kan regleras i djup. Det trekantiga seglet, en variant av latinsegel, är typiskt för jangadan och gör det möjligt att kryssa mot vinden. Alla delar till jangadan tillverkas hantverksmässigt: mast, segel, rep, nät, krokar, ankare och fångstkorgen samburá.

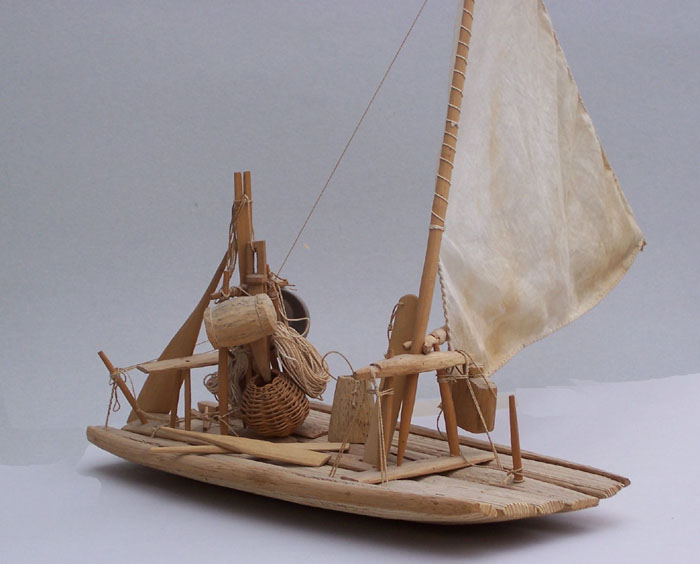
Modell av jangada.
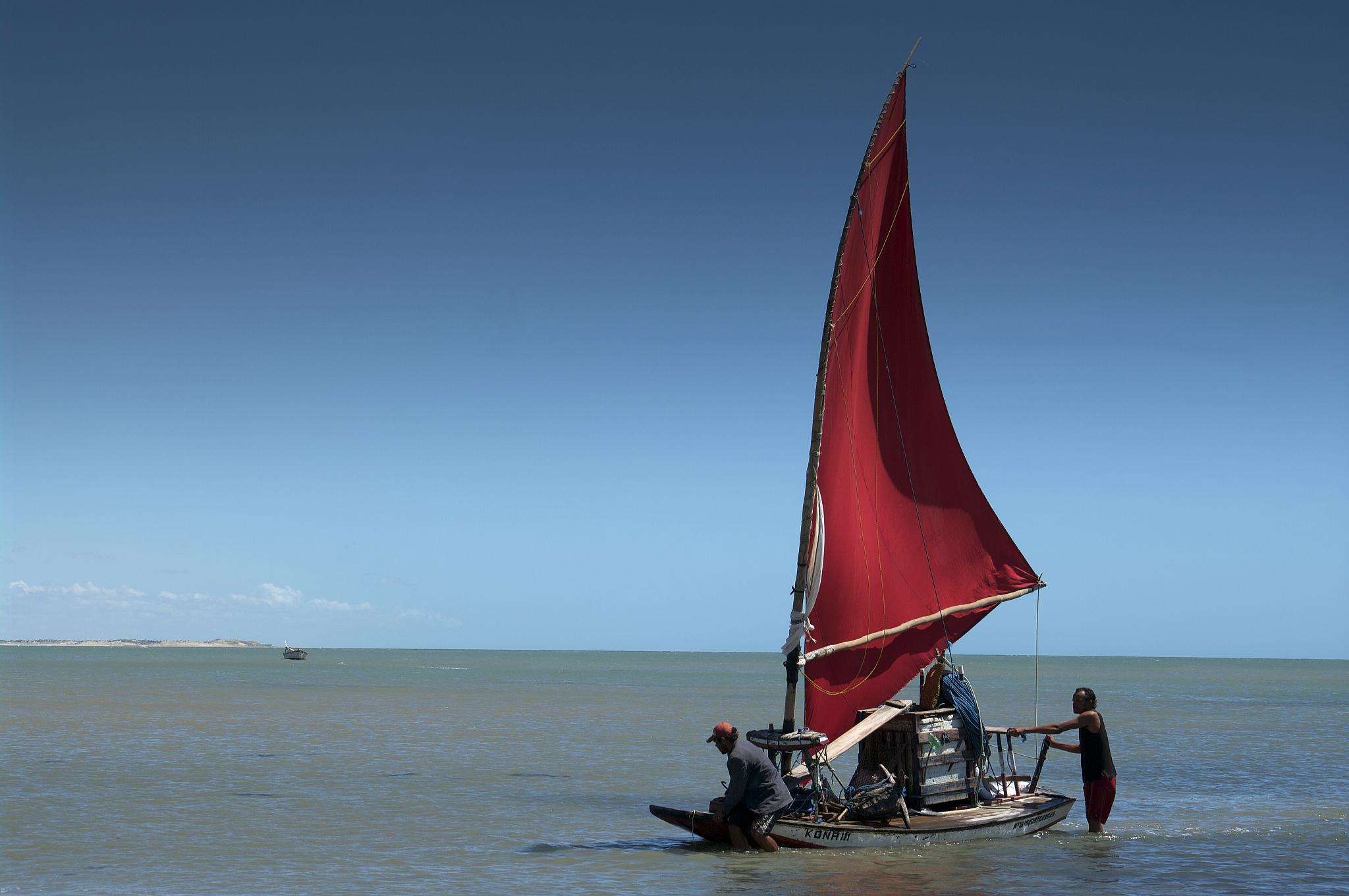
Jangada vid Flexeiras, Ceará.
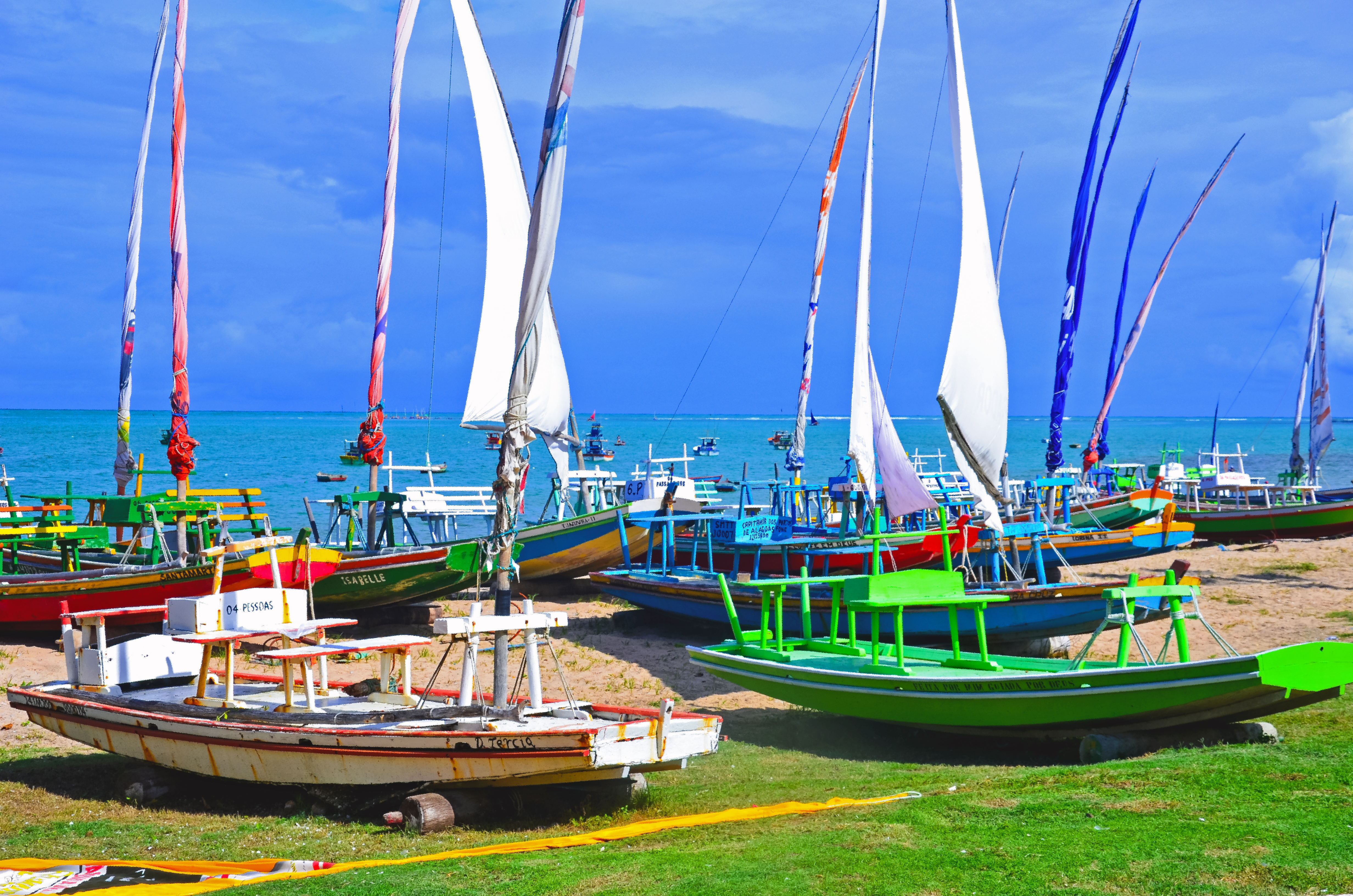
Jangadas på stranden vid Pajuçara, Alagoas.
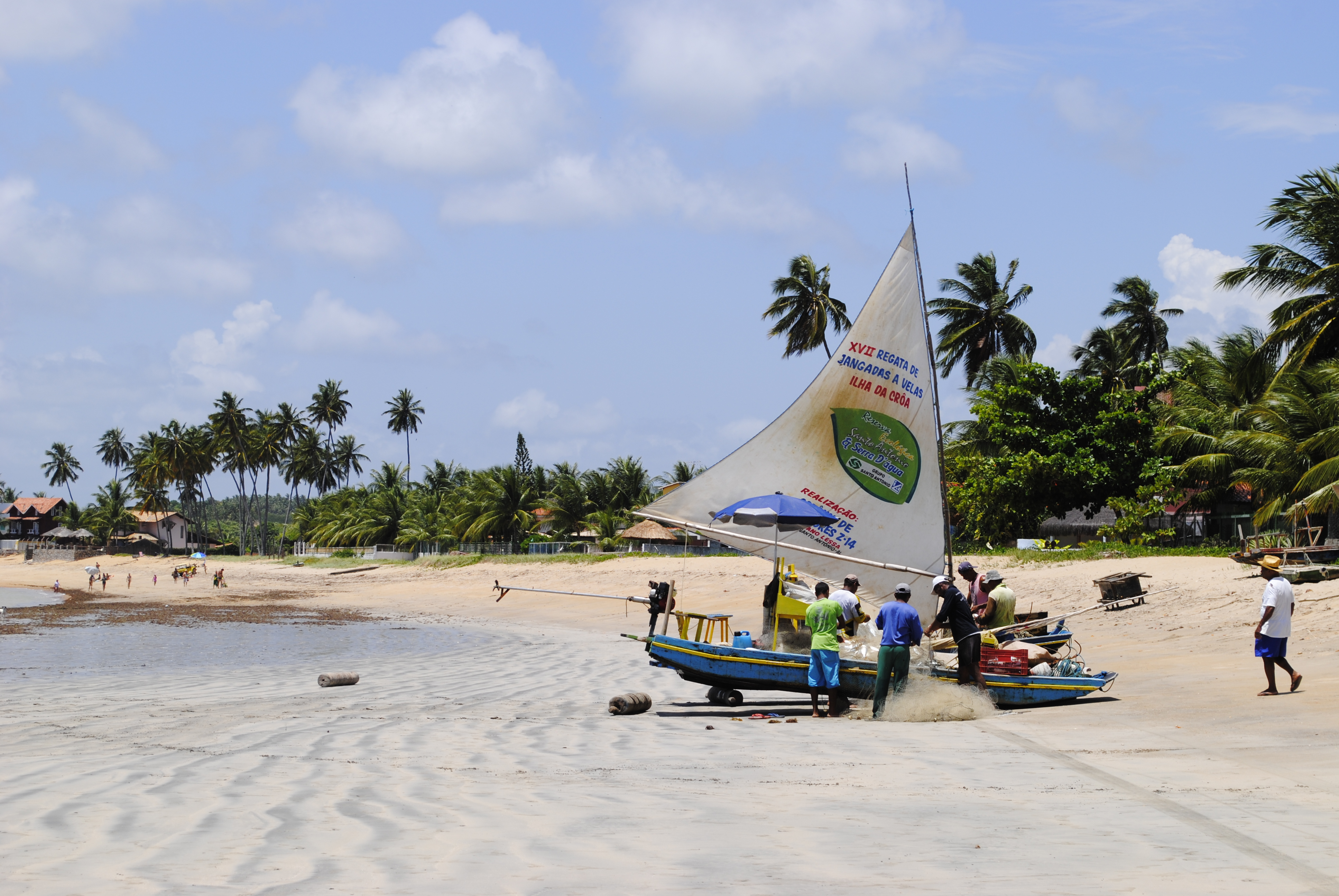
Jangadeiros vid Tabuba, Alagoas.

## Historia
I Indien träffade portugiserna först på en mindre båttyp av stockar kallad jang eller jangada. När de under 1500-talet kom till Brasilien fanns bland ursprungsbefolkningen liknande trästocksbåtar kallade piperi eller igapeba. Dessa dokumenterades som jangadas i upptäckarnas böcker om den nya kontinenten.

## Symbol för nordöstra Brasilien
Jangadan används fortfarande för fiske men är också mycket vanlig som utflyktsbåt i turistindustrin. Det har även hållits seglingstävlingar, bland annat i Mucuripe i Fortaleza i Ceará.
Med sin välkända siluett är jangadan mycket typisk för Brasiliens nordöstra region. Den finns i tre delstaters vapen: Ceará, Rio Grande do Norte och Pernambuco. Den förekommer även i kommunvapen från regionen, som hos Aquiraz och Caucaia.

Delstater med jangada i vapnen
Ceará
Rio Grande do Norte
Pernambuco